# 大叶蟹甲草
大叶蟹甲草（学名：Parasenecio firmus）是菊科蟹甲草属的植物。分布在朝鲜以及中国大陆的吉林等地，生长于海拔800米至1,100米的地区，多生长在林缘、密林下和林中空地，目前尚未由人工引种栽培。

## 别名
大叶兔儿伞（东北植物检索表）

## 异名
- Cacalia firma Kom.